# Marco Histórico Nacional no Kansas

Localização do Kansas nos Estados Unidos.

A lista de Marco Histórico Nacional do Kansas contem os marcos designados pelo Governo Federal dos Estados Unidos para o estado norte-americano do Kansas.
Existem 25 Marcos Históricos Nacional (NHLs) no Kansas, ilustando a herança militar do estado, bem como sua contribuição a temas como o Movimento dos direitos civis, o Movimento progressista, entre outros. Eles estão distribuídos em 21 dos 105 condados do estado.

## Listagem atual
Legenda:
| NRHP | Registro Nacional de Lugares Históricos |
| NHL  | Marco Histórico Nacional                |
| NHLD | Distrito Histórico Nacional             |
| HD   | Distrito Histórico                      |
| NHS  | Local Histórico Nacional                |
| NMEM | Memorial Nacional dos EUA               |
| NMON | Monumento Nacional dos EUA              |
| NHP  | Parque Histórico Nacional dos EUA       |
| NMP  | Parque Nacional Militar dos EUA         |

| [ 2 ] | Nome                                                                  | Imagem | Inclusão                          | Localidade e coordenadas                                                                                     | Condado     | NHLS     | Observações |
| ----- | --------------------------------------------------------------------- | ------ | --------------------------------- | --- | ----------- | -------- | ----------- |
| 1     | Batalha de Black Jack                                                 |        | 16 de outubro de 2012 (12 anos)   | Baldwin City 38° 45′ 42″ N, 95° 07′ 50″ O                                                                    | Douglas     | 04000365 |             |
| 2     | Carrie Nation House                                                   |        | 11 de maio de 1976 (48 anos)      | Oeste de Avenida Fowler, 211, Medicine Lodge 37° 16′ 33″ N, 98° 34′ 50″ O                                    | Barber      | 71000303 |             |
| 3     | Carrossel Parker                                                      |        | 27 de fevereiro de 1987 (38 anos) | Sul de Campbell Street, 412, Abilene 38° 54′ 41″ N, 97° 12′ 31″ O                                            | Dickinson   | 87000813 |             |
| 4     | Complexo Tobias-Thompson                                              |        | 4 de julho de 1964 (60 anos)      | Geneseo | Rice        | 66000349 |             |
| 5     | Destroços da Trilha de Santa Fe                                       |        | 23 de maio de 1963 (61 anos)      | Dodge City 37° 47′ 31″ N, 100° 11′ 49″ O                                                                     | Ford        | 66000343 |             |
| 6     | Distrito Histórico de Council Grove                                   |        | 23 de maio de 1963 (61 anos)      | U.S. 56, Council Grove 38° 39′ 32″ N, 96° 28′ 44″ O                                                          | Morris      | 66000347 |             |
| 7     | Distrito Histórico de Nicodemus                                       |        | 7 de janeiro de 1976 (49 anos)    | U.S. 24, Nicodemus 39° 24′ 40″ N, 99° 38′ 55″ O                                                              | Graham      | 76000820 |             |
| 8     | El Cuartelejo                                                         |        | 19 de julho de 1964 (60 anos)     | 13 milhas ao norte de Scott City 38° 40′ 41″ N, 100° 54′ 51″ O                                               | Scott       | 66000351 |             |
| 9     | Escola primária Sumner / Escola primária Monroe                       |        | 4 de maio de 1987 (37 anos)       | Avenida Western, 330 / Monroe Street, 1515, Topeka 39° 03′ 29″ N, 95° 40′ 56″ O 39° 02′ 17″ N, 95° 40′ 35″ O | Shawnee     | 87001283 |             |
| 10    | Fazenda Warkentin Farm                                                |        | 14 de dezembro de 1990 (34 anos)  | Halstead 38° 02′ 36″ N, 97° 20′ 23″ O                                                                        | Harvey      | 70000250 |             |
| 11    | Forte Larned                                                          |        | 19 de dezembro de 1960 (64 anos)  | 6 milhas à oeste de Larned na U.S. 156 38° 10′ 25″ N, 99° 11′ 56″ O                                          | Pawnee      | 66000107 |             |
| 12    | Forte Leavenworth                                                     |        | 19 de dezembro de 1960 (64 anos)  | Reserva Militar do Forte Leavenworth, Leavenworth 39° 21′ 18″ N, 94° 55′ 16″ O                               | Leavenworth | 66000346 |             |
| 13    | Forte Scott                                                           |        | 4 de julho de 1961 (63 anos)      | Fort Scott 37° 50′ 31″ N, 94° 42′ 17″ O                                                                      | Bourbon     | 66000106 |             |
| 14    | Hollenberg (Cottonwood) Pony Express Station                          |        | 5 de novembro de 1961 (63 anos)   | 23rd Road, 2889, Hanover 39° 54′ 03″ N, 96° 50′ 37″ O                                                        | Washington  | 66000352 |             |
| 15    | Instituto Haskell                                                     |        | 4 de julho de 1961 (63 anos)      | 23rd Street e Avenida Barker, Lawrence 38° 56′ 23″ N, 95° 13′ 58″ O                                          | Douglas     | 66000342 |             |
| 16    | Lecompton Constitution Hall                                           |        | 30 de maio de 1974 (50 anos)      | Elmore Street, 319, Lecompton 39° 02′ 44″ N, 95° 23′ 40″ O                                                   | Douglas     | 71000312 |             |
| 17    | Local do Massacre de Marais des Cygnes                                |        | 30 de maio de 1974 (50 anos)      | Leste da 1700 Road, 26426 (2 milhas ao norte de Trading Post), Pleasanton 38° 16′ 53″ N, 94° 37′ 16″ O       | Linn        | 71000317 |             |
| 18    | Local do Tratado de Paz de Medicine Lodge                             |        | 4 de agosto de 1969 (55 anos)     | Medicine Lodge 37° 17′ 41″ N, 98° 33′ 42″ O                                                                  | Barber      | 69000059 |             |
| 19    | Lower Cimarron Spring                                                 |        | 19 de dezembro de 1960 (64 anos)  | Ulysses 37° 23′ 54″ N, 101° 22′ 15″ O                                                                        | Grant       | 66000344 |             |
| 20    | Missão Shawnee                                                        |        | 23 de maio de 1968 (56 anos)      | 53rd Street na Mission Road, Fairway 39° 01′ 59,28″ N, 94° 37′ 26,796″ O                                     | Johnson     | 66000345 |             |
| 21    | Norman No. 1 Oil Well                                                 |        | 22 de dezembro de 1977 (47 anos)  | Mill e First Steets, Neodesha                                                                                | Wilson      | 74000846 |             |
| 22    | Sítio Whiteford (Price)                                               |        | 19 de julho de 1964 (60 anos)     | Salina | Saline      | 66000350 |             |
| 23    | Spring Hill Ranch                                                     |        | 18 de fevereiro de 1997 (28 anos) | Norte de Strong City na Kansas Highway 177, Strong City 38° 25′ 58″ N, 96° 33′ 32″ O                         | Chase       | 71000305 |             |
| 24    | Western Branch, Lar Nacional dos Soldados Voluntários com Deficiência |        | 11 de maio de 1976 (48 anos)      | US 73, Leavenworth                                                                                           | Leavenworth | 99000456 |             |
| 25    | William Allen White House                                             |        | 11 de maio de 1976 (48 anos)      | Emporia 38° 24′ 34″ N, 96° 10′ 30″ O                                                                         | Lyon        | 71000318 |             |

## Áreas históricas do NPS no Kansas
Não existe nenhum parque histórico nacional ou outra área administrada pelo Serviço Nacional de Parques no Kansas.